# آدم مورتون
آدم مورتون هو فيلسوف كندي، ولد في 22 أبريل 1945.

## وصلات خارجية
- الموقع الرسمي